# Décima División del Ejército (Bolivia)
La Décima División del Ejército es una de las diez divisiones del Ejército de Bolivia. Fue creada el 10 de diciembre de 1976 con el objeto de cubrir las fronteras con Argentina y Chile. Su misión es la protección de la integridad de la región a fines del cumplimiento de la misión del Ejército. Su sede se ubica en la ciudad y municipio de Tupiza, provincia de Sur Chichas, departamento de Potosí.

## Historia
En la segunda mitad de la década de 1970, el Ejército de Bolivia adoptó una organización que incorporó cuatro cuerpos de ejército. La flamante Décima División integró la organización del I Cuerpo de Ejército, hasta la disolución de este en los años noventa. Para los años ochenta, la Décima División solamente se constituía por un regimiento de infantería y un regimiento de caballería.
Para los años noventa, la organización incluía dos regimientos de infantería, un regimiento de caballería, un regimiento de artillería y un batallón de ingenieros.

## Organización
Sus unidades dependientes son:
- el Regimiento de Infantería 2;
- el Regimiento de Infantería 3;
- el Regimiento de Infantería 4;
- el Regimiento de Infantería 27;
- y el Regimiento de Caballería 7.